# لیام میلر
لیام میلر (انگلیسی: Liam Miller; ۱۳ فوریهٔ ۱۹۸۱ – ۹ فوریهٔ ۲۰۱۸) بازیکن فوتبال اهل جمهوری ایرلند بود.
از باشگاه‌هایی که در آن بازی کرده‌است می‌توان به باشگاه فوتبال ساندرلند، باشگاه فوتبال کویینز پارک رنجرز، باشگاه ورزشی آرهوس، باشگاه فوتبال هیبرنین، باشگاه فوتبال پرث گلوری، باشگاه فوتبال ملبورن سیتی، باشگاه فوتبال بریزبن رور، باشگاه فوتبال کورک سیتی، باشگاه فوتبال منچستر یونایتد، باشگاه فوتبال لیدز یونایتد، و باشگاه فوتبال سلتیک اشاره کرد.
وی همچنین در تیم‌های ملی فوتبال زیر ۲۱ سال جمهوری ایرلند و جمهوری ایرلند بازی کرده‌است.